# Carina Christensen
Carina Jelling Ørnbo Christensen (født 8. november 1972 i Fredericia) er en dansk direktør og tidligere politiker, som har repræsenteret Det Konservative Folkeparti i Folketinget i perioden 2001-2011. I perioden 15. december 2006 til 23. februar 2010 havde Carina Christensen tre forskellige ministerposter. Hun blev ikke genvalgt ved valget i 2011, hvor partiet led et stort nederlag, og efterfølgende opgav hun sin politiske karriere.

## Civil karriere
Carina Christensen er datter af møbelfabrikant Egon Jelling Christensen og medhjælpende hustru Jette Christensen. Hun gik på Allé-Skolen i Fredericia 1978-1983, på Strib Skole 1983-1988 og tog en sproglig studentereksamen fra Middelfart Gymnasium i 1991. Efterfølgende blev hun uddannet cand.negot. fra Syddansk Universitet i Odense i 1998. I slutningen af siden uddannelse opholdt hun sig i Bruxelles, hvor hun fungerede som assistent for de konservative Europa-Parlamentsmedlemmer Poul Schlüter, Christian Rovsing og Frode Kristoffersen i 1997, og hun sad i Odenses EU-kontor samme sted 1997-1998.
Efter endt uddannelse overtog hun ledelsen af møbelfabrikken Rugballe Møbler, som hendes far havde etableret i 1973. Hun stoppede som møbelfabrikant i 2006. 
Da hun ikke blev genvalgt til Folketinget i 2011, opgav Christensen sin politiske løbebane, og hun blev direktør i UdviklingVejen, frem til 2015 hvor Ulrik Kragh overtog stillingen.

## Politisk karriere
Carina Christensen fik sin første politiske tillidspost, da hun i 1996 blev medlem af bestyrelsen for Konservative Studerende i Odense, en post hun bevarede til 2000. I perioden 1998-1999 var hun desuden medlem af Odense Konservative Vælgerforenings første kreds. 
Hun blev partiets folketingskandidat i Faaborg-Ærøkredsen i januar 1999, og hun var desuden opstillet til valget til Europa-Parlamentet samme år. Ved kommunalvalget i 2001 blev hun valgt ind i Fyns Amtsråd, hvor hun tiltrådte 1. januar 2002. Ved det første valg til regionsrådet kom Carina Christensen i rådet for Region Syddanmark. Hun trak sig fra denne post, da hun blev udpeget som minister.
Parallelt hermed var Christensen blevet valgt til medlem af Folketinget for Fyns Amtskreds ved valget 20. november2001. Hun blev genvalgt i 2005 og 2007, og 15. december 2006 blev hun udpeget som Lars Barfoeds afløser som familie- og forbrugerminister. Ved ministerrokaden 23. november 2007 overtog Carina Christensen posten som transportminister, og da Bendt Bendtsen forlod regeringen i 10. september 2008, skete der endnu en rokade, hvorved Christensen blev kulturminister. Denne post bevarede hun til endnu en ministerrokade 23. februar 2010, hvor hun udtrådte af regeringen.
Den 26. januar 2011 blev hun udpeget som politisk ordfører i Det Konservative Folkeparti efter Henriette Kjær. Ved folketingsvalget 2011 mistede hendes parti over halvdelen af sine mandater, og i den forbindelse blev Carina Christensen ikke genvalgt. Efterfølgende meddelte hun, at hun afsluttede sin politiske karriere.
Siden 2008 har hun været Kommandør af Dannebrogordenen.